# Paralobella kuchierabu
Paralobella kuchierabu (лат.) — вид коллембол рода Paralobella из семейства Neanuridae (Lobellini, Neanurinae). Восточная Азия: южная Япония, префектура Кагосима, остров Kuchinoerabu-jima (на высоте 255 м, 30°27’25"N, 130°13’52"E).

## Описание
Мелкие ногохвостки с вытянутым телом. Длина тела 2,84—3,73 мм. От близких представителей отличаются следующими признаками: желтый цвет тела, мандибулы с 3 зубцами, наличие хеты O на голове, а бугорки De Th. II—III с 5 (4+s) хетами, бугорок Di Th. I с 1 хетой, бугорки De и Dl на Abd. V разделены. На голове 3+3 чёрных глаза. Усики 4-члениковые. Этот новый вид был обнаружен среди поваленных деревьев и ветвей, пораженных бурой гнилью, в вечнозеленых широколиственных лесах с преобладанием Castanopsis sieboldii subsp. sieboldii из рода Кастанопсис.